# 玛丽·贝思·诺顿
玛丽·贝思·诺顿（1943年3月25日—）是一位美国历史学家，康奈尔大学教授，专攻北美殖民地时代历史，知名于对塞勒姆审巫案的研究，2018年担任美國歷史學會会长。